# 罗惇曧

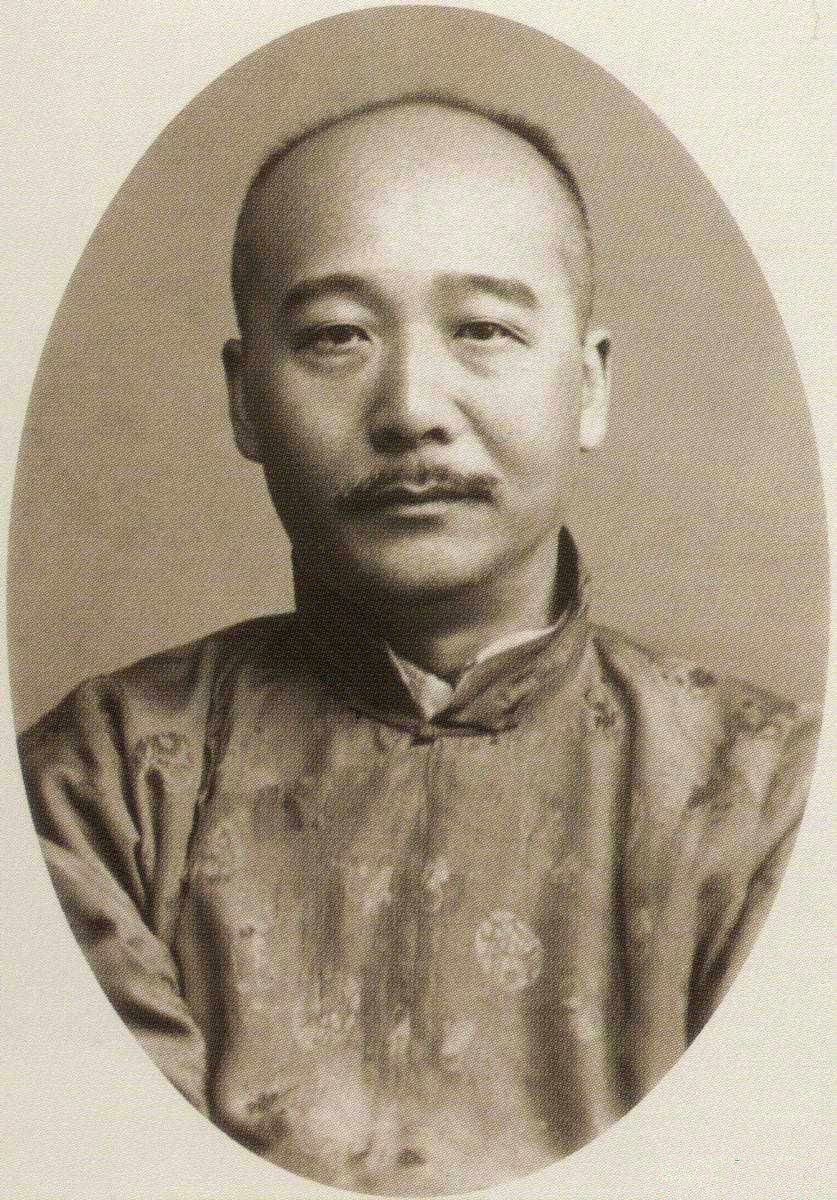
罗惇曧

羅惇曧（1872年—1924年），字孝遹，号以行，又号瘿庵，晚號癭公。廣東省順德縣（今佛山市順德區）大良鎮人。清朝及中华民国诗人、剧作家。

## 生平

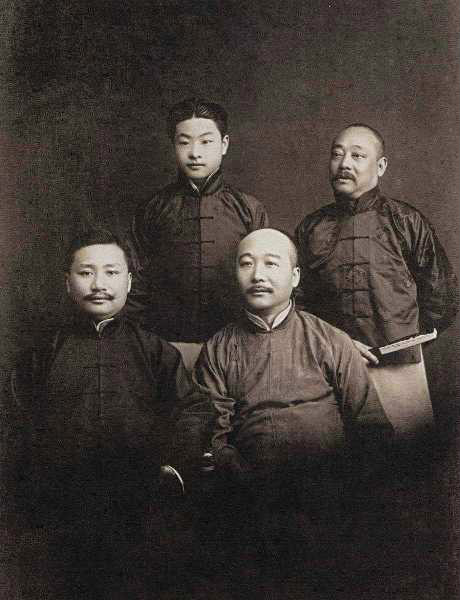
前排左起：李释戡、罗瘿公；后排左起：程砚秋、萧云亭（疑为金仲荪）

羅惇曧于同治十年（1872年）生于顺德大良一个仕宦世家。其父羅家劭為清朝翰林院編修。羅惇曧幼承家學，早年就讀於广州万木草堂，与陈千秋、梁启超等人同为康有为弟子。后转到广雅书院，受广东学政张百熙赏识。1899年27岁时，获选优贡，保送上京，入國子監。1905年33岁應考經濟特科，成绩优秀，授郵傳部司官。1906年，罗惇曧赴天津任北洋客籍学堂监督。
中华民国成立后，历任北京政府的总统府秘书、国务院参议、礼制馆编纂等职。后在袁世凯称帝前夕弃政从文，久居北京，以卖文卖字为生。
1924年深秋，羅惇曧逝世，享年52岁。病逝前，他立下遗嘱，禁止家人将自己平生所任官职写入墓志铭，墓碑仅写“诗人罗瘿公之墓”。羅惇曧葬于北京西山。
羅惇曧晚年十分贫困，后事由义子兼学生程砚秋独力承担。据说，羅惇曧希望墓碑由陈散原书写，程砚秋乃于羅惇曧死后第二年拜见陈散原，求书“诗人罗瘿公之墓”七字，酬以五百金作润笔。陈散原拒收润金，题写了七字，并且赠诗一首：“湖曲犹留病起身，日飘咳唾杂流尘。斯须培我凌云气，屋底初看绝代人。绝耳秦青暗断肠，故人题品费思量。终存风谊全生死，为放西山涕数行。”

## 才艺

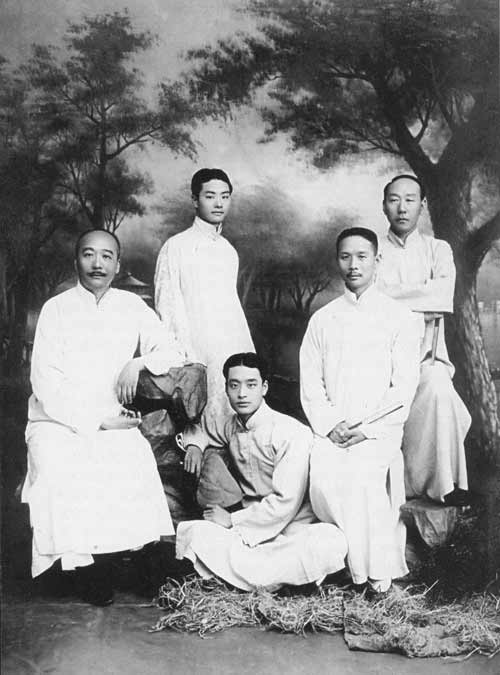
1923年，自左至右：罗瘿公、程砚秋、吴富琴、齐如山、许伯明。

羅惇曧以詩文馳名，与梁鼎芬、黄节、曾习经合称 “岭南近代四家”。其诗早年学习李商隐，后参白居易和陆游。羅惇曧的书法，字体自唐碑化出，参以米芾之神韵。齐白石有诗句赞其行草曰：“天马无羁勒，惊蛇入草芜。”

羅惇曧搜集当代史料。他在梁启超主编的《庸言报》开设一专栏，专写近世掌故。著有《庚子国变记》
、《德宗承统私记》、《中日兵事本末》、《割台湾记》、《拳变余闻》、《中俄伊犁交涉始末》、《太平天国战纪》等。
羅惇曧精通京剧，善编剧，留下了记述京剧历史及研究的《鞠部丛谭》。他與京剧演员王瑤卿、梅蘭芳、程硯秋友好。其中，他对程砚秋提携最大。1921年，羅惇曧开始为程砚秋编写剧本，直至1924年病逝，共编写十多个剧本，包括《梨花记》、《南安关》（即《龙马姻缘》）、《花舫缘》（又名《三笑缘》）、《孔雀屏》、《红拂传》、《玉镜台》（又名《花筵赚》）、《风流棒》、《鸳鸯冢》、《赚文娟》、《玉狮坠》、《青霜剑》、《金锁记》。
中华民国初年，齐白石自湖南到北京，羅惇曧欣赏其画艺，结为至交，四处为其扬名。徐悲鸿22岁时，持康有为的推荐信来到北京，羅惇曧赞赏其画作，当即致函教育总长傅增湘，建议批准其官费留学法国。傅增湘亲自接见徐悲鸿，经考核后同意了徐悲鸿的申请。在徐悲鸿留北京等待出国期间，羅惇曧还经常邀其听戏，并作诗为其扬名。

## 著作

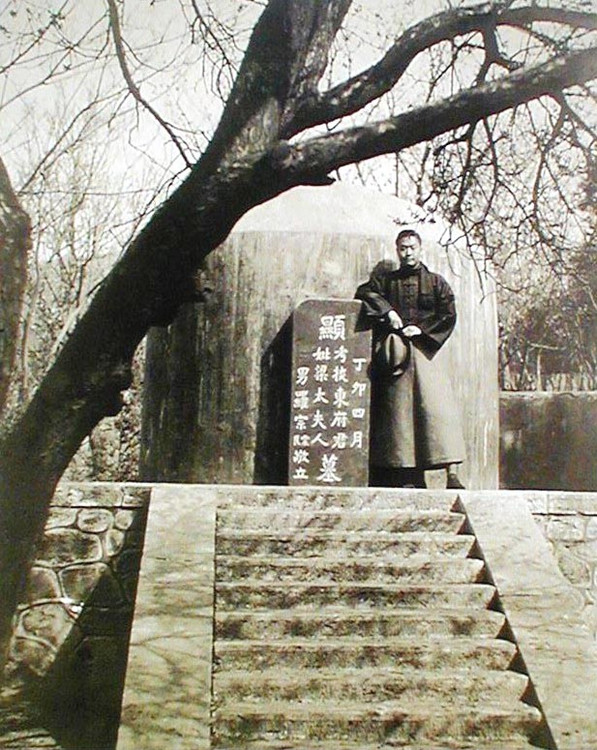
程砚秋在恩师罗惇曧墓前

- 《瘿庵诗集》，附有《瘿庵诗外集》
- 《賓退隨筆》
- 《鞠部丛谭》
- 《庚子国变记》
- 《德宗承统私记》
- 《中日兵事本末》
- 《割台湾记》
- 《拳变余闻》
- 《中俄伊犁交涉始末》
- 《太平天国战纪》

他也是《清史稿》中的《交通志》的主要执笔者。

## 家庭
- 父：羅家劭
- 伯父：羅家勤，是羅家劭的胞兄。
- 堂弟：罗复堪，是羅家勤之子。[5]

## 联
挽張百熙聯
萬方聲一慨，吾道欲何之，正氣淪亡，豈獨才人多涕淚；窮年憂黎元，太息腸內熱，英靈來往，忍亡公等系安危。
挽張之洞聯
只雞敢忘橋公語；好士今無六一賢。
挽黃遠庸聯
早知平等冤親，何必分明問仇者；熟計苟全性命，願將愚魯祝來生。
清才賦鸚鵡；奇恨郁鴟夷。
生奪其命，死污其名，彼何人者；以文累身，以智速禍，寧非天耶。
挽蔡鍔聯
溝水刺船回，惜別公園曾幾日；危棋急劫後，仗誰滄海遏橫流。
挽于式枚聯
國故羅胸，惜哉不就橫雲稿；陸居無地，淒絕難尋野史亭。
挽潘博聯
填海矢精誠，乃以文人堅自晦；義師出權變，不為功首愴予心。
挽楊士琦聯
追思便坐深談，太息時聞憂國語；每想退閒高致，傷心忍讀泛湖詩。